# Види черепів
Че́реп, черепна коробка, осьовий череп, нейрокра́ніум (лат. neurocranium) — функціональний відділ черепа, що вміщує головний мозок, органи нюху і слуху, частково захищає також органи зору.

## Кінетичний череп
Кінетичний череп (з грец. κινητικοσ, латиніз. Kinetikós — рухливий) — череп хребетних тварин з рухливими з'єднаннями різних відділів, крім щелепного зчленування.
У риб (за винятком химер і дводишних) при амфістилії і гіостилії верхньощелепний комплекс (піднебінно-квадратний хрящ із блоком кісток верхньої щелепи і піднебіння) рухливий щодо мозкового черепа; у кистеперих риб поряд з амфістилією є рухливе з'єднання між двома головними відділами мозкового черепа — етмосфеноїдним і отико-окципітальним. У наземних хребетних етмосфеноїдний і отико-окципітальний відділи черепа зростаються. В багатьох примітивних плазунів рухливе зчленування між тім'яними кістами і верхньою потиличною (метакінетизм). У ящірок додатково розвивається мезокінетична рухливість у з'єднанні тім'яних кісток із лобовими. Сполучення мета- і мезокінетичної рухливості одержало назву амфікінетизму. У багатьох змій і птахів спостерігається прокінетизм, або ринхокінетизм, — рухливість у з'єднанні лобових кісток із носовими. Ці види кінетизму доповнюються рухливістю квадратної кістки — стрептостилією. Зрідка в нижній щелепі з'являється рухлива зона між зубною і надкутовою кістками (деякі ящірки і птахи).
Функціонально кінетичний череп дозволяє оптимізувати розподіл механічних навантажень у черепі і прикладення сил до утримуваної щелепами здобичі, амортизує удари щелеп, а в змій сприяє ширшому розкриттю пащі і полегшує заковтування великої здобичі, поперечний діаметр якої більший за діаметр голови хижака. У птахів кінетичний череп дає можливість піднімати передню частину наддзьобка при захопленні дзьобом їжі.

### Трінапсидний череп

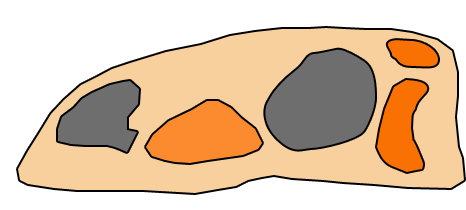
Трінапсидний череп

## Черепи завиличними дугами

### Стегальний або анапсидний череп

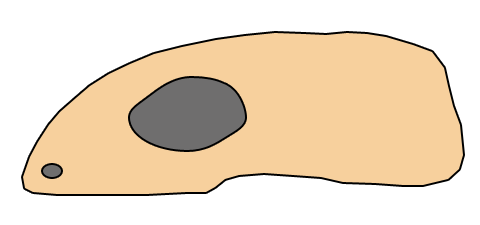
Стегальний або анапсидний череп. В ньому немає жодних заочних отворів

Стегальний череп (з грец. στέγη, латиніз. stege — дах), анапсидний, або стегокротафічний череп (з грец. κροταφος, латиніз. krotaphos — скроня) — череп в якому покривні кістки утворюють суцільний щит з отворами лише для ніздрів, тім'яного отвору і очей. Характерний для кісткових риб, давніх земноводних (стегоцефалів) і найпримітивніших плазунів (котилозаврів). В процесі еволюції у типових наземних хребетних на верхівці черепа в скроневій області (позаду очних ямок) утворюються скроневі вікна, розділені скуластими або скроневими дугами. В результаті збільшується місце для щелепної мускулатури, а стегальний череп перетворюється на зигальний, або зигокротафічний (з грец. ζυγωμα, латиніз. zygoma — скуласта дуга) - череп з отворами в заочній області (скроневими вікнами), розділеними скроневими дугами. Формування скроневих вікон пов'язане з посиленням щелепної мускулатури. При редукції скроневих дуг бічна стінка мозкового черепа стає повністю відкритою зовні (хвостаті земноводні, змії); такий череп називається гімнокротафічним (з грец. γυμνός, латиніз. gymnos — голий і krotaphos — скроня). Редукція суцільного верху черепа досягається також розвитком вирізок в нижньому і задньому її краях (черепахи). У безногих земноводних верхні кістки черепа повторно розростаються, перекриваючи скроневі вікна, — вторинно стегальний череп. Редукція стегального черепа може здійснюватися також шляхом втрати частини покривних кісток (особливо в очноямковій області).

### Діапсидний череп

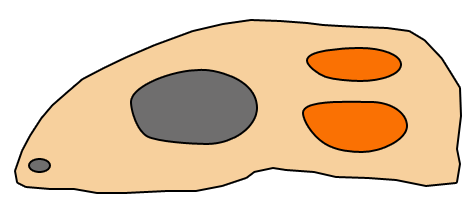
Діапсидний череп

Діапсидний череп — череп, в якому є два скроневі отвори, розділені верхньою виличною дугою, що складається із заочної і лускатої кісток. Нижня вилична дуга утворена виличною та квадратновиличною кістками. Вона обмежує нижній скроневий отвір знизу. Вертикальний кістковий місток, що відокремлює скроневі отвори від очної ямки, називають іноді заочною дугою, а облямовуючі отвори ззаду — задньою виличною дугою.

### Синапсидний череп

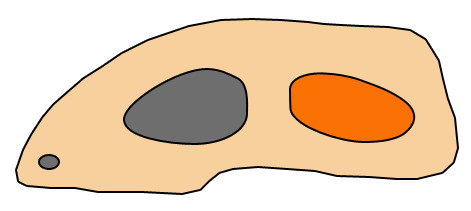
Синапсидний череп

Синапсидний череп — череп з одним скроневим отвором, як у парапсидному черепі, але він розташований нижче. Наявний у звіроподібних плазунів. Єдина вилична дуга у них складалася з елементів, які в діапсидному черепі входили до складу різних дуг (вилична та луската, рідше квадратновилична, кістки).

## Видимозкового черепа

### Тропібазальний череп
Тропібазальний череп (з грец. τροπής, латиніз. trópis  — кіль і базальний) — мозковий череп з вузькою основою і очними ямками, що зближують, розділеними міжочноямковою перегородкою, позаду якої розташований головний мозок. Тропібазальний череп властивий більшості кісткових риб, плазунам (крім змій і амфісбен) і птахам, з викопних — кистеперим рибам, стегоцефалам.

### Платибазальний череп
Платибазальний череп (з грец. πλατύς, латиніз. platýs  — широкий і básis — підстава) — мозковий череп з широкою основою і широко розсуненими очними ямками, між якими продовжується мозкова порожнина. Трабекулярні хрящі (див. Мозковий череп) не зростаються. Властивий акулам, скатам, дводишним рибам, короповим, сучасним земноводним, амфісбенам, зміям і ссавцям. В останніх у зв'язку з сильним розвитком переднього мозку тропібазальний череп, властивий їхнім предкам, став повторно платибазальним.